# Matthew Prior
Matthew Prior (Wimborne Minster, 1664 – Wimpole, 1721) è stato un letterato britannico.
Già inviato inglese al trattato di Ryswick, nel 1702 fu eletto deputato tory. Negoziò anche il trattato di Utrecht come ministro plenipotenziario.
Dopo la pesante disfatta dei tories fu imprigionato e liberato solo nel 1717.
Tra le sue opere si ricordano La cerva e la pantera trasportate nella storia del topo di campagna e del topo di città (1687), a carattere parodico, il Carmen Saeculare (1700), Il segretario, Quattro dialoghi del morto e Salomone la vanità del mondo (1718).